# Sompote Suwannarangsri
Sompote Suwannarangsri (né le 1er juin 1985 à Lopburi) est un athlète thaïlandais, spécialiste du sprint et du relais 4 × 100 mètres.

## Biographie
Avec le relais 4 × 100 mètres thaïlandais, 2e en 38 s 96 à Nakhon Ratchasima le 26 juin 2008 (Apinan Sukaphai, Sittichai Suwonprateep, Sompote Suwannarangsri et Siriro Darasuriyong), temps qualificatif pour les Jeux olympiques de 2008 à Pékin et les Championnats du monde à Berlin. Il participe également au relais de Daegu en 2011.

## Performances
Ses meilleurs temps sont :
- 100 mètres : 10 s 49 (-0,1 m/s) à Doha en 2006
- 200 mètres : 21 s 87 (+0,1 m/s) à Izmir en 2005

## Palmarès
- 5e en demi-finale du relais 4 × 100 mètres aux Jeux olympiques de 2008.